# Arthur Kornberg
Arthur Kornberg (Brooklyn, Nueva York; 3 de marzo de 1918-Stanford, California; 26 de octubre de 2007) fue un bioquímico estadounidense. Estudió medicina en la Universidad de Rochester, donde se doctoró en 1941. Permaneció trabajando en el Servicio de Salud Pública de Estados Unidos durante diez años. En 1952 fue nombrado jefe del Departamento de Microbiología de la Universidad Washington en San Luis, posteriormente aceptó la plaza de jefe del Departamento de Bioquímica de la Universidad Stanford.

## Carrera investigadora
Llevó una investigación paralela a Severo Ochoa, descubriendo la síntesis de ADN utilizando una bacteria intestinal (Escherichia coli). Consiguió un ADN sintético idéntico al natural. Junto con Severo Ochoa, fue galardonado con el Premio Nobel de Fisiología o Medicina de 1959.
En 1958, Arthur Kornberg, a partir de 60 mg de Escherichia coli, logró obtener miligramos de una enzima que él denominó ADN polimerasa; ésta era capaz de sintetizar una nueva cadena de ADN a partir de una cadena existente y empleando nucleótidos trifosfato. Posteriormente, se demostró que la nueva molécula sintetizada en esas condiciones era biológicamente activa, es decir, conservaba en su totalidad la información genética. La enzima ADN polimerasa parecía ser la responsable de la replicación del ADN que años atrás había postulado James Watson y Francis Crick.
Sin embargo, aunque la ADN polimerasa realice perfectamente la replicación del ADN en experimentos de laboratorio, se han obtenido cepas de Escherichia coli y de otras bacterias que no poseen actividad ADN polimerasa y siguen siendo capaces de replicar su ADN; pero en cambio, estas cepas son mucho más sensibles a los daños producidos en el ADN por las radiaciones ultravioleta. Ello induce a pensar que en la replicación natural la ADN polimerasa es una enzima reparadora de los daños producidos en el ADN.
Dentro de otros de sus descubrimientos, en 1957, propuso que el PPi (pirofosfato) era un compuesto secundario del metabolismo que debía ser hidrolizado por la PPasa (pirofosfatasa) citosólica para darle direccionalidad a las reacciones biosintéticas de la célula. En consecuencia, la energía contenida en la unión fosfo anhidra de este compuesto se liberarían en forma de calor.
Trabajaría de forma cerca con otros científicos tales como Robert Baldwin, Paul Berg, David Hogness, Dale Kaiser y Robert Lehman en el departamento de bioquímica de la universidad de Stanford
Su hijo Roger David Kornberg obtuvo el Premio Nobel de Química en el 2006.
En conclusión Arthur Kornberg logró sintetizar el ADN en un sistema artificial o en un sistema libre de células.